# Hertha Riese
Hertha Riese, (geborene Pataky; * 15. März 1892 in Berlin; † 25. November 1981 in Glen Allen, Virginia) war eine ungarisch-deutsch-amerikanische Psychiaterin und Frauenrechtlerin.

## Leben
Hertha Rieses jüdische Eltern (Wilhelm Pataky und Mathilde Pataky, geb. Scheinberger) waren Mitte der 1880er Jahre von Ungarn nach Berlin gezogen. Nach dem Abitur an der Siemens-Oberrealschule in Charlottenburg studierte sie in Berlin und Frankfurt am Main Medizin. 1915 heiratete sie den Mediziner Walther Riese und erlangte so die deutsche Staatsangehörigkeit. Das Paar hatte zwei Töchter, Renate und Beate. Während des Krieges verbrachte Hertha Riese einige Zeit (1916 bis Frühjahr 1919) mit ihren Kindern bei ihren Eltern in Holland, wohin diese 1912 gezogen waren. Hertha Riese promovierte 1919 bei Karl Herxheimer, dem Leiter der Universitätsklinik für Haut und Geschlechtskrankheiten in Frankfurt am Main. Anschließend ließ sie sich in Frankfurt mit einer eigenen Praxis nieder. 1924 wurde sie Leiterin der Frankfurter Sozial- und Sexualberatungsstelle des Bundes für Mutterschutz, wo erstmals auch unverheiratete Frauen eine Beratung und soziale Unterstützung erhalten konnten. „Hertha Riese kämpfte in ihrer Tätigkeit als Ärztin auch international für die Verbesserung medizinisch-sozialer Versorgung von Frauen. Insbesondere setzte sie sich in ihrer Arbeit und in ihren international wahrgenommenen Publikationen für präventive Verhütung und die Legalisierung des Schwangerschaftsabbruchs aufgrund sozialer Indikation ein.“ Sie war Mitglied im Ärztlichen Verein zu Frankfurt (1927), im Bund für Mutterschutz, im Bund Deutscher Ärztinnen (BDÄ), im Verein sozialistischer Ärzte (VSAe) und der zionistischen Arbeiterpartei.
Nach der Machtübergabe an die Nationalsozialisten kamen sie und ihr Mann Walther für drei Tage in Schutzhaft. Unter Zurücklassung all ihrer Habe flüchtete die Familie am 31. März 1933, einen Tag bevor die Pässe der Juden eingezogen wurden, mit dem Zug nach Basel. Aufgrund der fehlenden Arbeitserlaubnis zog die Familie auf Vermittlung von Angelo Donati und Mieczyslaw Minkowski weiter nach Paris und schließlich nach Lyon. Das für die Niederlassung als Arzt notwendige Baccalauréat bestanden alle vier Familienmitglieder in Paris mit Auszeichnung. 1937 erhielt die Familie durch „naturalisation“ die französische Staatsangehörigkeit.
Hertha Riese arbeitete in den sieben Jahren in Frankreich in verschiedenen Schulen als Beraterin und studierte zudem von 1937 bis 1940 Deutsch und Englisch an der Sorbonne. Einen Tag vor den Abschlussexamen musste die Familie jedoch nach Südfrankreich fliehen und von dort weiter in die französische Kolonie Marokko. Von Casablanca ging es per Schiff nach Kanada und von dort schließlich weiter in die USA. 1941 erhielten sie eine unbegrenzte Aufenthaltsgenehmigung für die USA. Ihr Mann Walther wurde Leiter eines Laboratoriums in Richmond und Hertha gründete dort das Educational Therapy Center, welches sie 20 Jahre als Direktorin leitete. Das Therapiezentrum bemühte sich um die Behebung von Schädigungen, die Kinder durch die Rassendiskriminierung erhalten hatten. 1943 legten beide Ehepartner ihr medizinisches Examen ab, und 1947 erhielt die Familie die amerikanische Staatsangehörigkeit. 1951 erfolgte ein Umzug in ein Haus nach Glen Allen, nahe Richmond. Ab 1962 bis 1965 war Hertha Riese in einem katholischen Kinderheim tätig. Auch nach ihrer Pensionierung betätigte sie sich als Beraterin und behandelnde Psychiaterin an verschiedenen Stellen. Sie beteiligte sich mit Artikeln in verschiedenen Zeitschriften und veröffentlichte einige Bücher.

## Schriften (Auswahl)
- Erfahrungen mit Choleval. Medizinische Dissertation, Frankfurt a. M. 1919
- Die sexuelle Not unserer Zeit. Hesse & Becker Verlag, Leipzig 1927
- Geschlechtsleben und Gesundheit. Gesittung und Gesetz. Verlag Der Sturm, Berlin 1932
- Heal the hurt child. An approach theory educational therapy with special reference to extremly deprived Negro child. Foreword by N. W. Ackermann. Chicago 1962
- Historical explorations in medicine and psychiatry. Springer Pub. Co, 1978